# Shavrov Sh-5
Lo Shavrov Sh-5 era un aereo anfibio monomotore ad ala alta progettato da Vadim Borisovič Šavrov e sviluppato in Unione Sovietica nei primi anni trenta.
Destinato a ricoprire principalmente il ruolo di aereo da ricognizione fotografica per la mappatura del territorio sovietico venne utilizzato solo per voli di prova nel corso del 1934 e, ritenuto oramai obsoleto per l'incarico che doveva svolgere, non avviato alla produzione in serie.

## Storia del progetto
Nella seconda parte degli anni venti il governo sovietico ritenne necessario avviare un programma per la mappatura del proprio vasto territorio nel quale la fotogrammetria venne ritenuta necessaria per integrare il lavoro svolto a terra. Nel 1928, anno in cui ebbe effettivamente inizio il programma, non esistevano aerei specificatamente progettati a tale scopo e benché ci fossero vari modelli allora disponibili per tale scopo, male si adattavano al ruolo che avrebbero dovuto svolgere. Le apparecchiature fotografiche installate non avevano un grande campo visivo a causa della loro impostazione. Nei modelli civili la cabina di pilotaggio era spesso oscurata dagli elementi dell'ala biplana, come l'ala inferiore, i montanti interalari e i tiranti in cavetto d'acciaio, o il carrello d'atterraggio fisso. In quelli militari, come i Polikarpov R-5, le postazioni erano talmente strette da risultare tutt'altro che adeguate allo scopo.
Per cercare di ovviare al problema nei primi mesi del 1929 venne istituito dal governo un apposito gruppo di lavoro affidato a Vadim Borisovič Šavrov, il quale propose il progetto di un aereo anfibio in grado così operare, causa la scarsità di aeroporti adeguati presenti sul territorio, dalle abbondanti superfici acquatiche.
Le specifiche vennero emesse nella primavera del 1930 ed a giugno il modello, un velivolo ad ala alta disegnato da Šavrov con il dimensionamento affidato a K.A. Vigand, venne presentato in due versioni, anfibio e basato a terra e rispettivamente identificate come FS-1 ed FS-2. Lo sviluppo del progetto, dopo essere stato inizialmente affidato ad altri, nel marzo 1931 venne assegnato al TsKB diretto da Šavrov dove le varie idee confluirono in un unico progetto identificato come Sh-5, un velivolo anfibio realizzato in tecnica mista, caratterizzato dalla cabina di pilotaggio chiusa posizionata all'apice anteriore della fusoliera e dai galleggianti separabili.
Durante la sua realizzazione, effettuata presso lo Zavod Opytnogo Stroitelstva (ZOC) del Nauchno-Issledovatelskij Institute (NII) della Grazhdanskij Vozdushnij Flot, l'antesignana dell'Aeroflot (in seguito identificato come GAZ-29), il progetto finale subì un'ulteriore evoluzione divenendo un velivolo multiruolo adatto anche al trasporto di linea e merci, con un capiente scompartimento dove potevano trovare posto 12 passeggeri su poltroncine removibili, o come aeroambulanza, dove trovavano posto 8 barelle ed il personale medico.
L'Sh-5 venne portato in volo per la prima volta il 19 marzo 1934, equipaggiato con degli sci al posto delle ruote per le condizioni invernali, e le valutazioni si protrassero per tutto l'anno fino a quando, a causa di un difetto di costruzione, il carrello collassò. Durante questo periodo il modello dimostrò di essere in grado di svolgere il compito per cui era stato concepito, tuttavia si ritenne antieconomico avviarne la riparazione in quanto il progetto risentiva oramai dei cinque anni di anzianità e dato che nel frattempo il compito era stato affidato con successo al Tupolev ANT-7 (R-6) ritenuto più robusto e sicuro.